# タインソン県

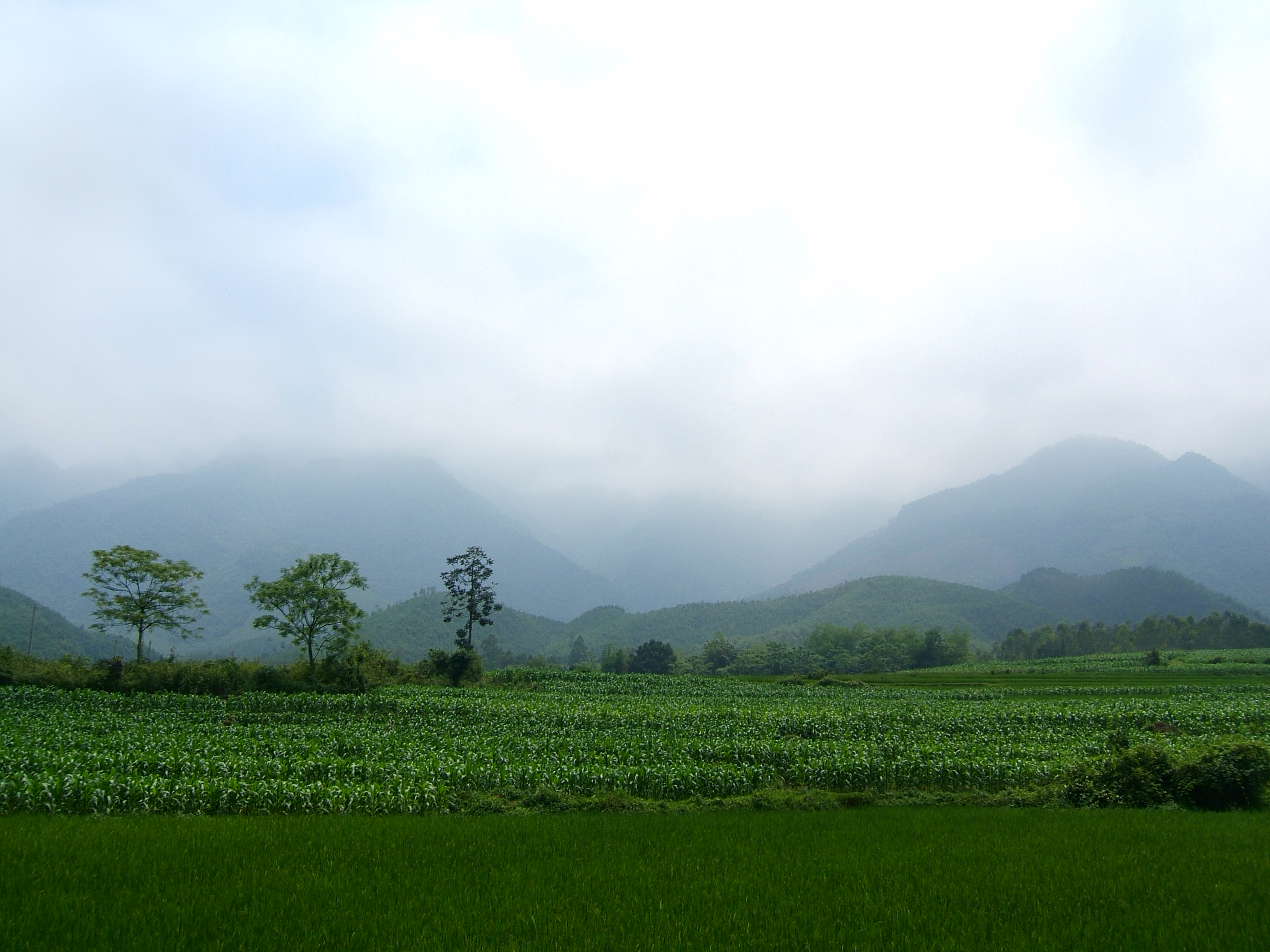

タインソン県（タインソンけん、ベトナム語：Huyện Thanh Sơn / 縣清山?）は、ベトナム社会主義共和国フート省の県。面積は620.63 km²、人口は187,700人（2019年）である。

## 行政区画
1市鎮22社から構成される。